# Birney
Birney és una concentració de població designada pel cens dels Estats Units a l'estat de Montana. Segons el cens del 2000 tenia 108 habitants.

## Demografia
Segons el cens del 2000, Birney tenia 108 habitants, 29 habitatges, i 22 famílies. La densitat de població era de 2,8 habitants per km².
Dels 29 habitatges en un 48,3% hi vivien nens de menys de 18 anys, en un 34,5% hi vivien parelles casades, en un 27,6% dones solteres, i en un 20,7% no eren unitats familiars. En el 20,7% dels habitatges hi vivien persones soles el 20,7% de les quals corresponia a persones de 65 anys o més que vivien soles. El nombre mitjà de persones vivint en cada habitatge era de 3,72 i el nombre mitjà de persones que vivien en cada família era de 4,13.
Per edats la població es repartia de la següent manera: un 45,4% tenia menys de 18 anys, un 13% entre 18 i 24, un 18,5% entre 25 i 44, un 19,4% de 45 a 60 i un 3,7% 65 anys o més.
L'edat mediana era de 21 anys. Per cada 100 dones de 18 o més anys hi havia 110,7 homes.
La renda mediana per habitatge era de 15.417 $ i la renda mediana per família de 12.500 $. Els homes tenien una renda mediana de 51.250 $ mentre que les dones 0 $. La renda per capita de la població era de 9.338 $. Aproximadament el 50% de les famílies i el 50% de la població estaven per davall del llindar de pobresa.

## Poblacions més properes
El següent diagrama mostra les poblacions més properes.